# Мариани, Феличе
Феличе Мариани (итал. Felice Mariani; род. 8 июля 1954, Рим) — итальянский дзюдоист, 5-кратный чемпион Италии, чемпион и призёр чемпионатов Европы, призёр чемпионатов мира и Олимпийский игр, участник двух Олимпиад.

## Карьера
Выступал в лёгкой (до 63 кг), а после изменений в системе весов, суперлёгкой (до 60 кг) весовых категориях. Чемпион Италии 1973—1977 годов. Победитель и призёр международных турниров. В 1974 году выиграл серебро студенческого чемпионата мира в Брюсселе. Чемпион (1976, 1981, 1982) и бронзовый призёр чемпионатов мира среди военнослужащих. В 1978—1980 годах становился чемпионом Европы. Серебряный призёр континентального чемпионата 1984 года в Льеже. Бронзовый призёр чемпионатов мира 1975, 1979 и 1981 годов.
На летних Олимпийских играх 1976 года в Монреале Мариани победил советского дзюдоиста Олега Зурабиани,  британца Константина Александра, француза Ива Дельвина, но уступил южнокорейцу Чан Ын Гёну, который стал серебряным призёром этой Олимпиады. В утешительной схватке Мариани победил австрийца Эриха Пойнтера и завоевал бронзу соревнований.
На Олимпиаде 1984 года в Лос-Анджелесе Мариани занял 5-е место.